# タブブラウザ

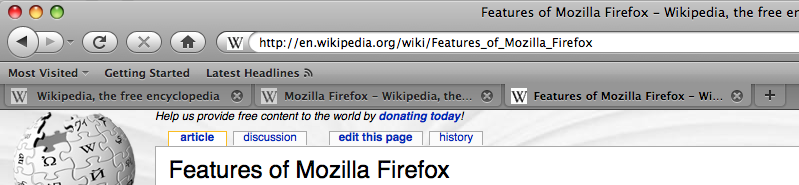
macOS上のMozilla Firefoxの画面左上部分。表示されているウェブサイト（ウィキペディア）にもタブの概念が採用されている。

タブブラウザ (Tabbed Browser) とは、タブを用いて1つのウィンドウ内で複数のウェブページを表示することができるウェブブラウザの総称である。

## 概要
タブとは紙製の帳簿やファイリングフォルダに備わるつまみに由来する用語。帳簿などでは品目、勘定科目ごとにタブが付いており、特定のタブをつまむことで目的のページを開くことができる。タブブラウザではこのタブをメタファーとしてグラフィカルユーザインタフェース（GUI）に取り込んだ。
一般的なウェブブラウザでは原則的に1ウィンドウ1ページの表示となっていたため、新たにページを見る際に既存のウィンドウをそのまま使うか、新規にウィンドウを開くかのいずれかとなってしまう。複数ページを見る際には必然的に複数ウィンドウを使うことになり、その管理も必要になる。さらにウィンドウが必要になるとその分だけウィンドウを開く事になり、その結果画面がウィンドウで溢れる事になってしまいウィンドウ管理を繁雑にさせるだけでなく、表示させているウィンドウによってメモリリソースも大量に消費してしまうことになる。
これを避けるためにMultiple Document Interface（MDI）の原理を利用して考案されたのがタブブラウザである。1つのウィンドウ上でウェブページを1ページ1タブ単位での複数表示を可能にするため、タブを切り替えるだけで容易に複数ページを閲覧可能になる。また、複数ページが1つのウィンドウの中に集約されるためウィンドウ管理の必要はなく、メモリリソースの節約にもなる。このことは、ウインドウが大量に開くスクリプトも、ブラウザを1つ終了させるだけで良い等、ブラウザクラッシャーに対する防御力の向上にもなる。また1つのメインウィンドウが基準となるため、ウェブページを表示する際のウィンドウサイズも固定される他、ポップアップ広告の抑止管理も可能になるというメリットも合わせ持つ。
ただし、タブブラウザと分類されるものの中でOperaをはじめとしたいくつかのブラウザは、タブインタフェースを備えたMDI方式のブラウザであるため、厳密に見た場合タブブラウザを分類するのは難しい。

## 代表的なタブブラウザ
HTMLレンダリングエンジンの種類別に分類。太字は開発中のもの。

### KHTML/WebKit
- Safari
- OmniWeb
- Konqueror
- シイラ

### Blink
- Google Chrome
- Vivaldi
- Microsoft Edge
- Opera

### Gecko
- Epiphany
- Galeon
- Mozilla Suite
  - Mozilla Firefox
  - SeaMonkey
  - Netscapeシリーズ（バージョン6以降）
- Lunascapeシリーズ（バージョン2以降）[1]
- Sleipnir（バージョン1.60以降）
- Bagel
- Sylera
- K-Meleon
- Camino
- 風博士

### Presto
- Opera(バージョン12まで)

### Trident（IEコンポーネントブラウザ）
- Windows版Internet Explorer 7.0以降[2]
  - Grani
- JScape
- Donutファミリー
  - Donut L/Q/RAPT
  - unDonut
- BugBrowser
- Maxthon（旧 MyIE2）
- Moon Browser
- KIKI[3]
- ぶら。
- fub.net
- Woopie Browser
- Harness[4]

### EdgeHTML
- 旧Microsoft Edge

### テキストブラウザ
- w3m